# Auxelles-Haut
Auxelles-Haut é uma comuna francesa na região administrativa de Borgonha-Franco-Condado, no departamento do Território de Belfort. Estende-se por uma área de 6,48 km². Em 2010 a comuna tinha 294 habitantes (densidade: 45,4 hab./km²).